# Cannonia sagonai
Cannonia sagonai es un coleóptero de la familia Chrysomelidae.
Fue descrita científicamente por primera vez en 1921 por Laboissiere.